# Vorbereitete Sperre

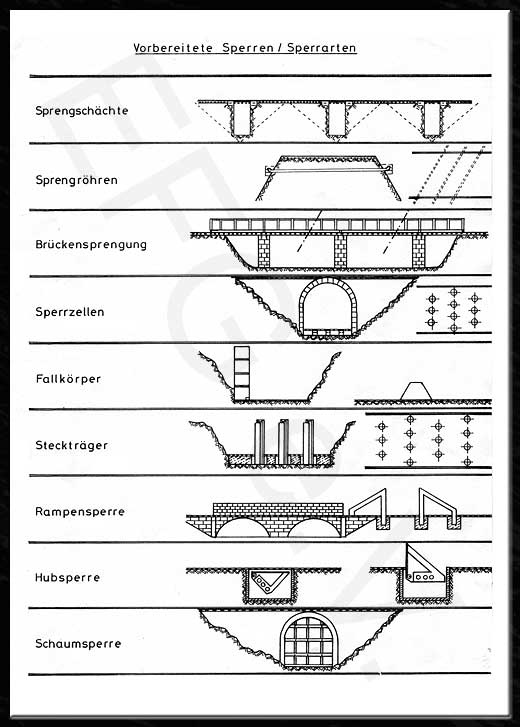
Skizzen von vorbereiteten Sperren

Vorbereitete Sperren sind militärisch angelegte Vorrichtungen an Verkehrsanlagen, die nach Auslösung den Angriff eines Gegners verlangsamen und kanalisieren sollen. Eine häufige Form der vorbereiteten Sperre ist der Sprengschacht.

## Geschichte
In der Bundesrepublik Deutschland sollten eine Vielzahl an vorbereiteten Sperren im Verteidigungsfall Kräfte des Warschauer Pakts bremsen und lenken. Seit dem Ende des Kalten Krieges werden die vorbereiteten Sperren meist nicht mehr gewartet und häufig im Rahmen von Straßensanierungen, aufgrund des Wegfalls der Bedrohung durch den Warschauer Pakt, zurückgebaut.

## Arten
Zu den vorbereiteten Sperren gehören unter anderem Sprengschächte, Trägerstecksperren, Rampensperren, Fallkörpersperren und Schaumsperren.
Die Lage der meisten Sperren war artilleristisch vermessen, um den gestauten Feind direkt unter Beschuss nehmen zu können.

### Sprengschacht

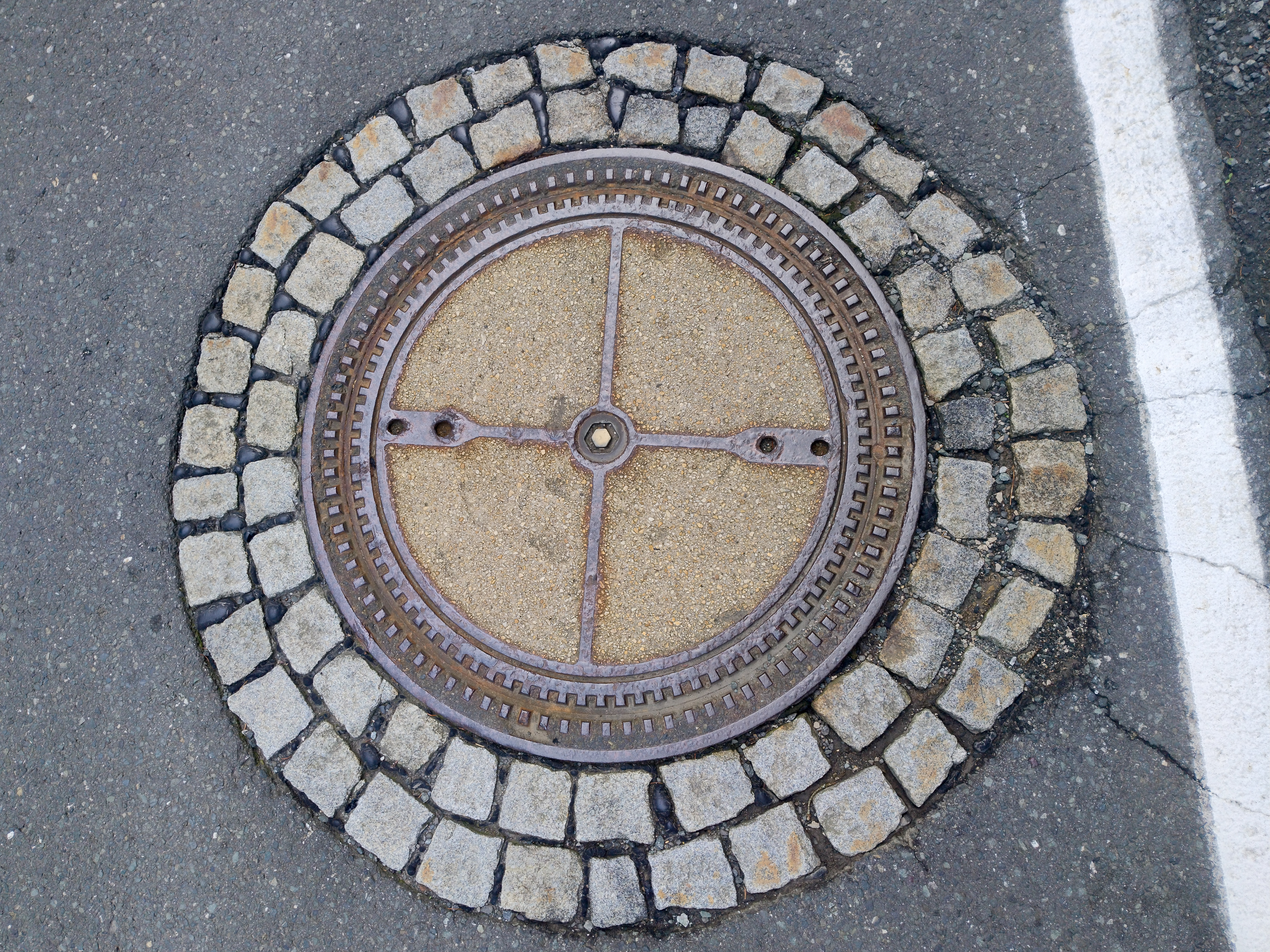
Eisenkreuzdeckel eines Sprengschachts bei Nurn im nordbayerischen Landkreis Kronach.

Ein Sprengschacht ist ein in die Straße eingelassenes Bauwerk. In Westdeutschland wurden drei in kurzen Abständen hintereinander liegende Sprengschächte verwendet. Seltener arbeitete man mit zwei oder vier bis sechs Schächten hintereinander. Beim Bau solcher Schächte wurde darauf geachtet, dass durch die Detonation der Ladung ein Vormarsch der feindlichen Kräfte möglichst stark verzögert, die benachbarte Infrastruktur, wie etwa die Kanalisation, aber möglichst wenig in Mitleidenschaft gezogen worden wäre.
Der Explosionskrater einer solchen Sprengung sollte ein etwa doppelt so breites wie tiefes Loch erzeugen. Als Maßgabe galt, dass ein solcher Krater so gestaltet werden sollte, dass ein Panzer nicht einfach hindurch fahren konnte. Im Krater selbst sollten Minen gelegt werden, ebenso wie in der näheren Umgebung, um eine Umfahrung zu verhindern.
Die „Richtlinien für Anlage und Unterhaltung Vorbereiteter Sperren und Lähmungen“ von 1968 schreiben vor:

„Straßen- und Eisenbahn-Unterbrechungen durch Trichtersprengungen sollen die Querschnitte in ihrer Gesamtbreite erfassen. […] In der Längsachse sollen die Sprengschächte so verteilt sein, daß zwischen den Trichtern ein Steg von maximal 7–8 m stehen bleibt. Damit wird der Einsatz von Panzerschnellbrücken und das Durchstechen des Steges mit Planierraupen oder Räumpanzern erschwert.“

Die Sprengschächte hatten einen Durchmesser von etwa 60 cm und eine Tiefe von zumeist vier bis sechs Metern. Der Deckel hatte einen Durchmesser von 92 cm und ein Gewicht von etwa 150 kg. Er ist als Deckel eines Sprengschachts an der Halteschraube in der Mitte zu erkennen.
Die Tiefe des Sprengschachtes, die Art des umgebenden Gesteins sowie die gewünschte Trichtergröße spielten eine Rolle bei der Berechnung der Sprengkraft. Die bei solchen Analysen gewonnenen Ergebnisse wurden in einem Sperrheft hinterlegt. Als effektive Faustformel galt 100 kg je laufendem Meter Schachttiefe.
Die Sprengschächte waren leer und wären erst unmittelbar vor der Sprengung mit der dafür vorgesehenen Sprengladung bestückt worden. Die Sprengladungen waren in Sperrmittelhäusern gelagert.

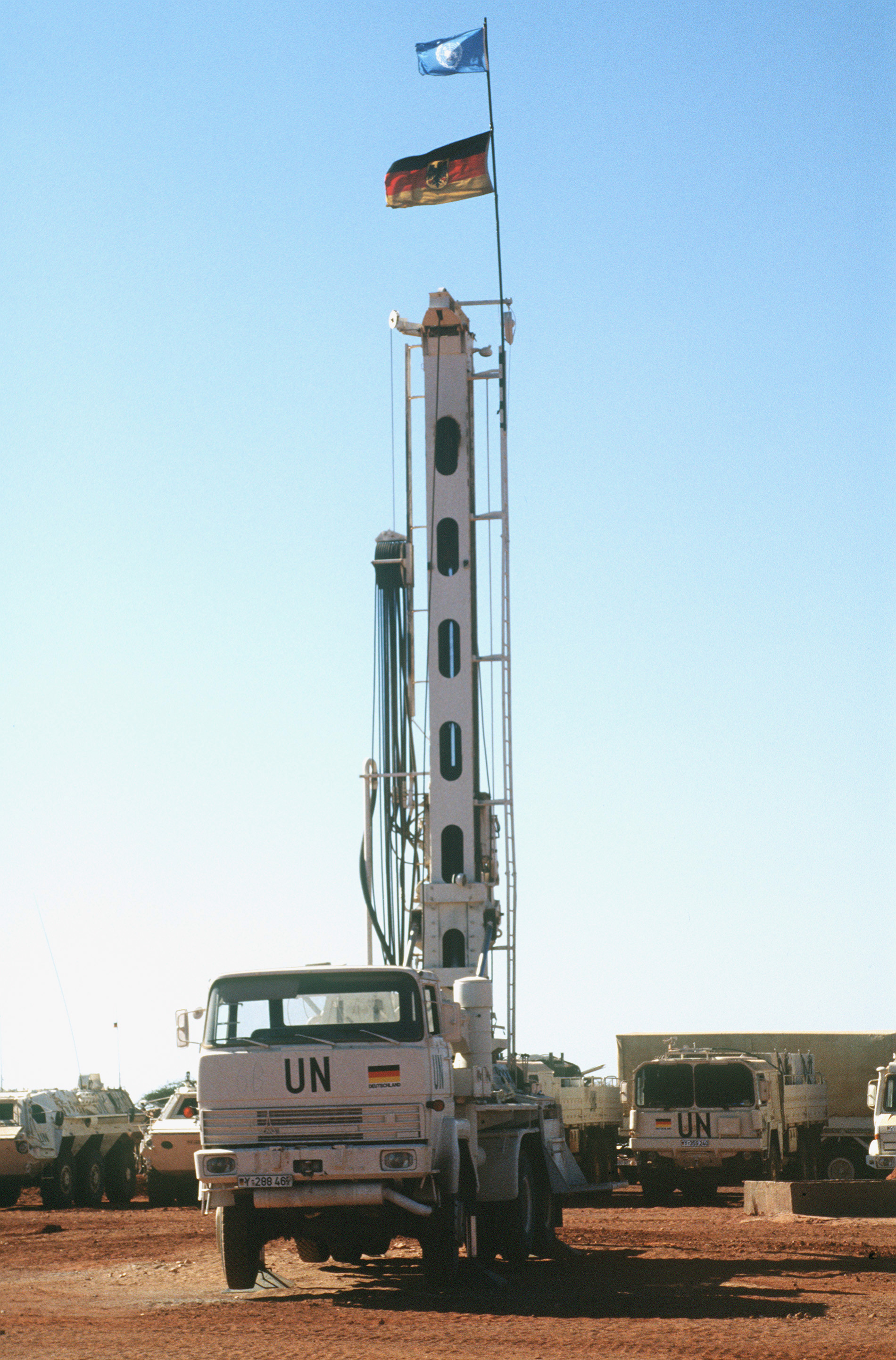
Zum Brunnenbau eingesetzter Sprengschachtfertiger B3A auf Magirus-Deutz 310 D 26 FAK (6x6) in Matabaan (Somalia)
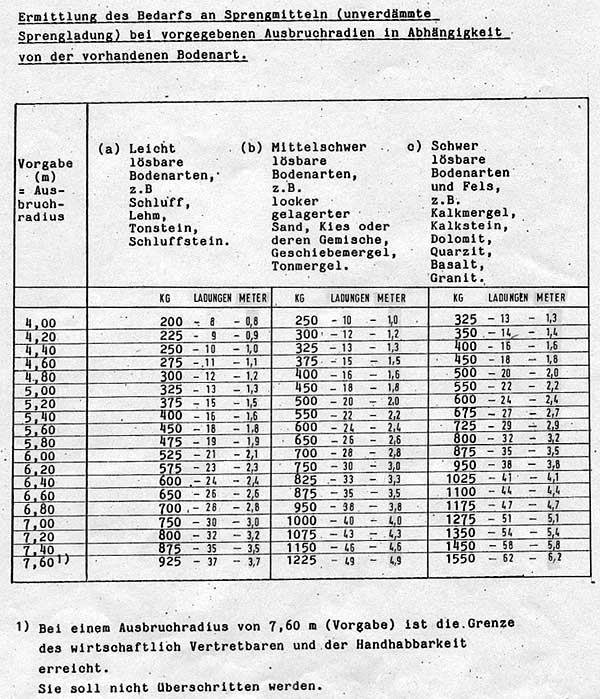
Tabelle für die zu verwendenden Ladungen
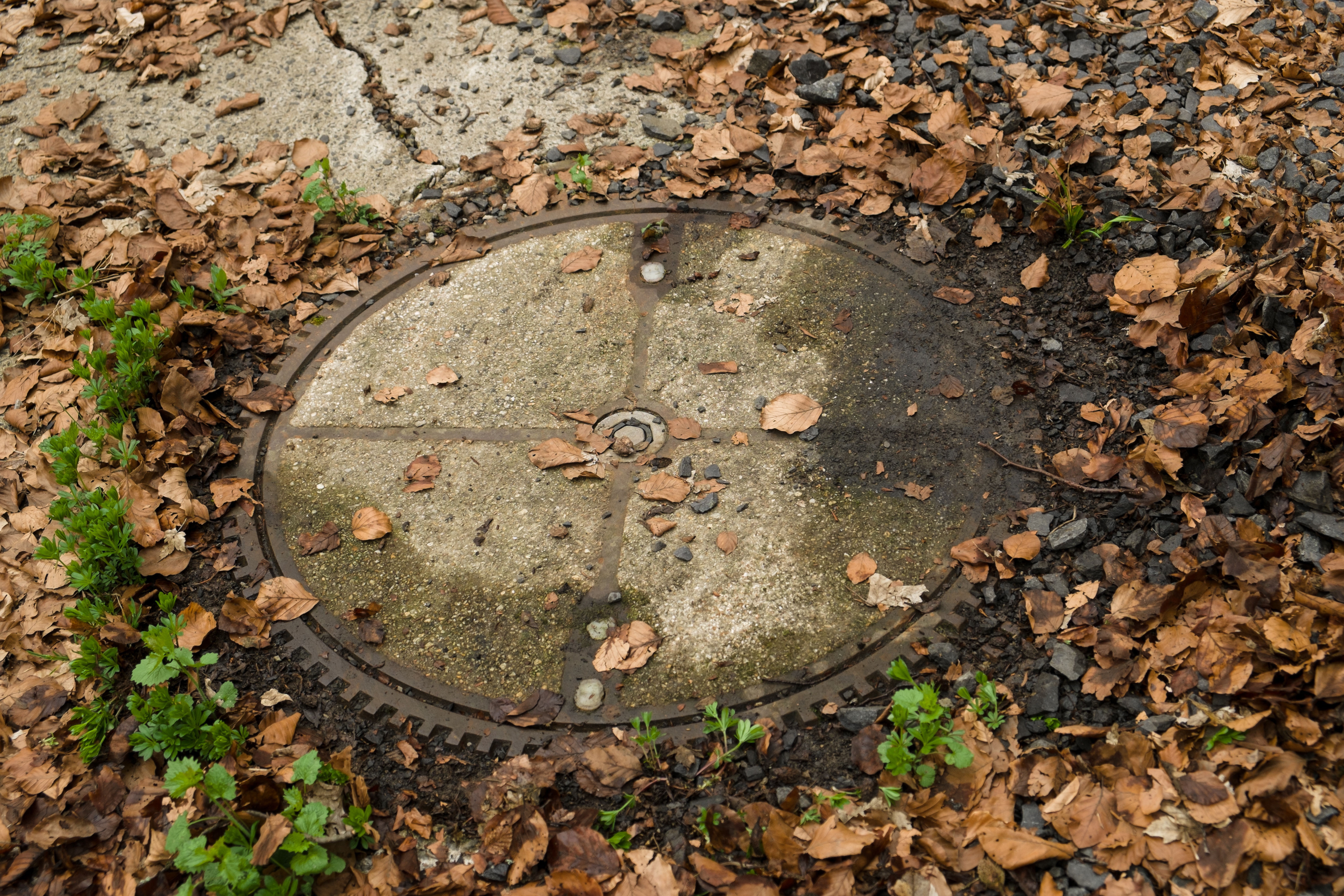
Deckel eines Sprengschachtes in der Rhön

### Sprengröhre
Eine Sprengröhre verläuft unterhalb des zu sperrenden Verkehrsweges und quert diesen. Aufgrund ihrer Konstruktion war der Einsatz auf Verkehrswege mit erhöhtem Damm beschränkt. Sprengröhren wurden daher vor allem an Autobahnen und Gleisanlagen eingesetzt. Erkennbar sind Sprengröhren an Metalltüren im Hangbereich unterhalb des Verkehrswegs.
Mehrere, parallel zueinander und schräg zur Fahrbahn verlaufende Sprengröhren ergeben eine Grabensperre, welche eine ausreichende Sperrwirkung gewährleisten sollte.

### Sprengung von Brücken
Zur Sprengung von Brücken waren mehrere Möglichkeiten vorgesehen. Vor allem bei älteren Brücken befanden sich in den Widerlagern oder Pfeilern Kammern, die im Ernstfall mit Sprengstoff hätten gefüllt werden können. Neuere Brücken wurden meist zum Anbringen von Schneidladungen vorbereitet, die nur den Überbau zerstört hätten.

### Trägerstecksperre

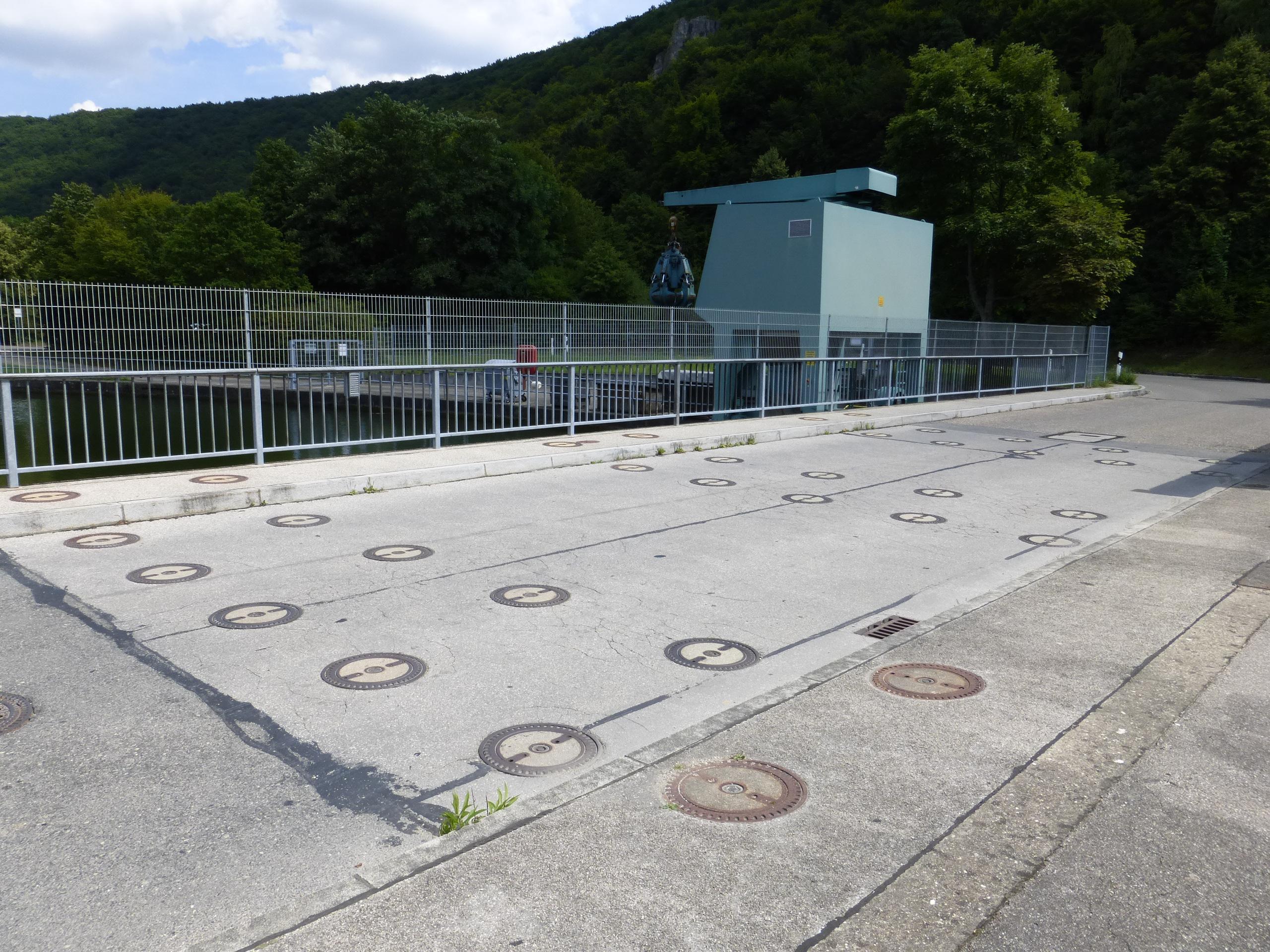
Trägerstecksperre bei einer Schleusenanlage am Main-Donau-Kanal

Eine Trägerstecksperre wurde vor allem dort eingesetzt, wo eine Sprengung große Kollateralschäden verursacht hätte, etwa im innerstädtischen Bereich oder an Schleusenanlagen. Sie bestand aus mehreren Reihen von etwa 80 cm tiefen Schächten, die quer zur sperrenden Straße angeordnet waren. Die Deckel ähnelten denen der Sprengschächte, hatten jedoch nur etwa 52 cm Durchmesser. Im Ernstfall wäre in jeden Schacht ein etwa 2,20 Meter langer Stahlträger eingesteckt worden, der sich danach nicht mehr hätte herausziehen lassen. Die Träger wurden in Sperrmittellagern in unmittelbarer Nähe der Sperre gelagert.
Rampensperren ähnelten den Trägerstecksperren, jedoch wurden keine einfachen Stahlträger eingesteckt, sondern dreiecksförmige, aus Stahlträgern zusammengeschweißte Konstruktionen.

### Fallkörpersperre

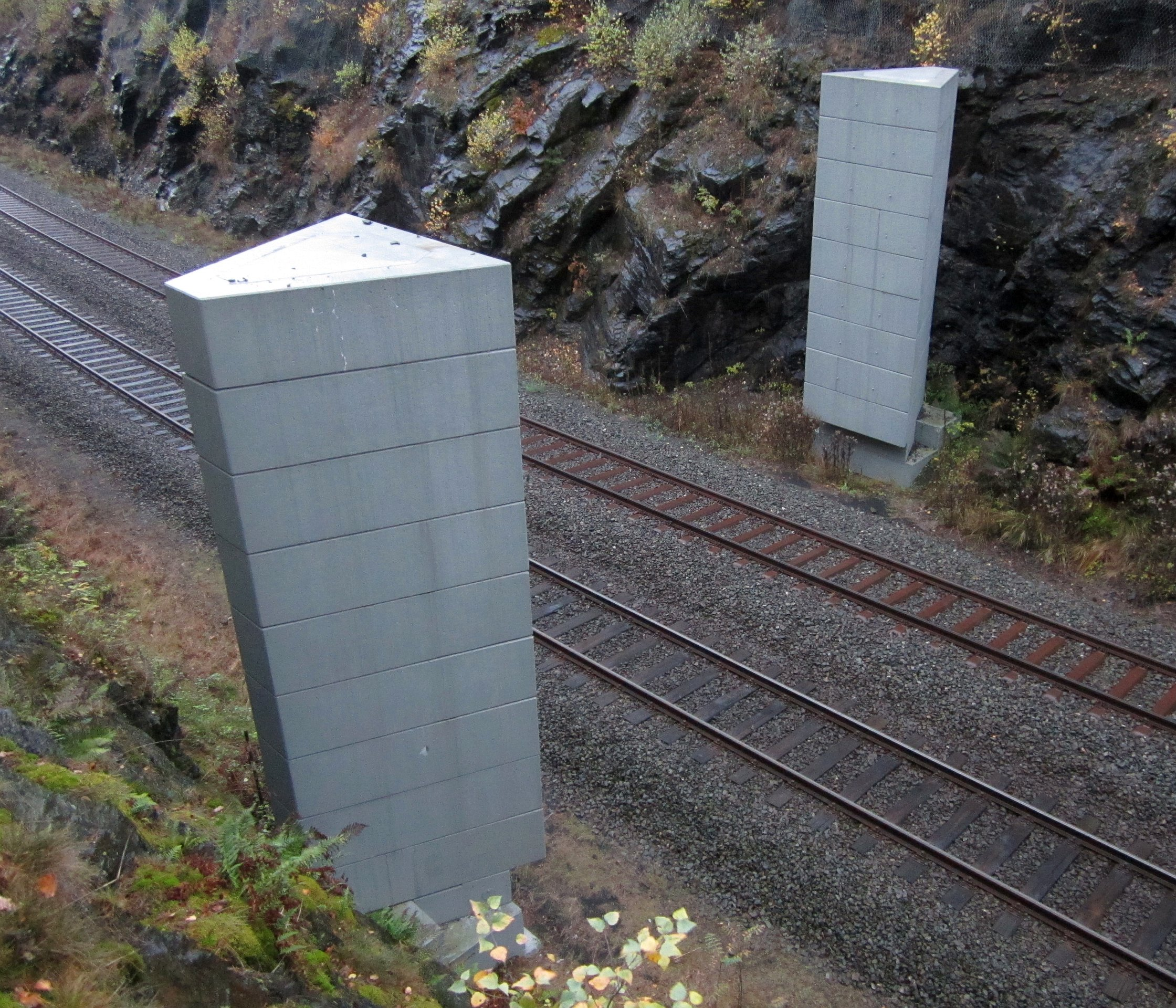
Fallkörpersperre an der Eisenbahnstrecke Schiefe Ebene

Eine Fallkörpersperre besteht aus einem oder mehreren massiven Betonkörpern, die oberhalb oder seitlich des zu sperrenden Verkehrswegs angeordnet waren. Zum Auslösen der Sperre wäre ihre Halterung weggesprengt worden und der Betonkörper wäre auf den Verkehrsweg gefallen. Solche Sperren befanden sich etwa an den ersten drei Röhren des Neuen Elbtunnels in Hamburg.

### Schaumsperre
Schaumsperren waren relativ selten. Sie waren nur zum Sperren von Tunneln vorgesehen. Im Ernstfall wäre der Tunnel mit Leichtschaum geflutet worden, was ihn für bis zu drei Tagen für Fahrzeuge und Infanterie unpassierbar gemacht hätte.

## Wartung
Für die Wartung der vorbereiteten Sperre und Anbringung der Sprengladungen waren in Westdeutschland die Wallmeister, die zur Pioniertruppe der Bundeswehr gehörten, zuständig. Sie arbeiteten bei der Wartung (zumindest bei Anlagen in der Nähe zur damaligen innerdeutschen Grenze) in Zivilkleidung, ihre Fahrzeuge hatten zivile Farbgebung und zivile Kennzeichen.

## Sabotage
1952 wurde der Regensburger Walter Zauner von einem US-Militärgericht zu dreieinhalb Jahren Zuchthaus verurteilt, weil er die Sprengkammern der Mariaorter Brücke zumauerte. Zauners Geschichte wurde 1983 in dem DEFA-Film Ein Pfeiler im Strom dokumentiert.